# Augustin Lippi
Augustin Lippi (né en 1678 à Paris et mort le 10 novembre 1705 à Sannar) est un médecin, botaniste et explorateur français d'origine italienne.

## Biographie
En 1703, Fagon, surintendant du Jardin du roi, demande à Lippi de se joindre à la mission Lenoir du Roule qui part en Éthiopie pour tenter de nouer des liens diplomatiques avec le Négus Yasous le Grand.
Il explora le Soudan, situé entre la Haute-Égypte et la Nubie, en 1704. Il y périt l'année suivante, à vingt-sept ans.
Augustin Lippi fut massacré à Sannar avec l'ambassadeur que Louis XIV envoyait au Négus d'Abyssinie.
En Égypte, avant de s'enfoncer dans l'Afrique orientale, Lippi prend la précaution d'envoyer sa récolte d'échantillons de plantes en France.
Ultérieurement, elles seront incorporées dans l'herbier historique (codé P-JU) d'Antoine de Jussieu conservé à Paris, au Muséum national d'histoire naturelle.

## Éponymie
Linné dédiera en honneur à Lippi le genre Lippia de la famille des Verbénacées.